# Rémi Pauriol
Rémi Pauriol (Aix-en-Provence, 4 de abril de 1982) é um ciclista profissional francês. Competiu na prova de estrada individual nos Jogos Olímpicos de Verão de 2008 e terminou em trigésimo terceiro lugar.